# Dolmen de Pasquiou
Le dolmen de Pasquiou est situé sur la commune du Vieux-Bourg dans le département français des Côtes-d'Armor.

## Protection
L'ensemble est inscrit au titre des monuments historiques en 1966.

## Description
Le dolmen est un dolmen simple recouvert par une unique table de couverture. Il mesure 3,50 m de longueur pour 2,85 m de largeur et 0,65 m d'épaisseur. Le côté nord est composé d'un unique orthostate de 2,50 m de longueur. Le côté sud  est délimité par deux orthostates (2 m par 1,50 m) et le côté ouest est constitué d'une dalle ogivale de 0,50 m. La hauteur interne sous table est de 1,30 m côté ouest et 0,60 m côté est.
La fouille de 1872 ne permit de recueillir que des cendres et des charbons de bois.
Le menhir de Pasquiou est situé environ 400 m au nord.